# Боллебюгд (комуна)
Комуна Боллебюгд (швед. Bollebygds kommun) — адміністративно-територіальна одиниця місцевого самоврядування, що розташована в лені Вестра-Йоталанд у південно-західній Швеції. Утворена 1995 року після відокремлення від комуни Бурос. 
Боллебюгд 239-а за величиною території комуна Швеції. Адміністративний центр комуни — місто Боллебюгд.

## Населення
Населення становить 8 473 осіб (станом на вересень 2012 року). 
| Кількість населення комуни Боллебюгд за 1995-2010 роки | Кількість населення комуни Боллебюгд за 1995-2010 роки | Кількість населення комуни Боллебюгд за 1995-2010 роки | Кількість населення комуни Боллебюгд за 1995-2010 роки | Кількість населення комуни Боллебюгд за 1995-2010 роки |
| ------------------------------------------------------ | ------------------------------------------------------ | ------------------------------------------------------ | ------------------------------------------------------ | ------------------------------------------------------ |
| Рік                                                    |                                                        |                                                        | Населення                                              |                                                        |
| 1995                                                   | 1995                                                   |                                                        | 7 973                                                  | 7 973                                                  |
| 2000                                                   | 2000                                                   |                                                        | 7 884                                                  | 7 884                                                  |
| 2005                                                   | 2005                                                   |                                                        | 8 086                                                  | 8 086                                                  |
| 2010                                                   | 2010                                                   |                                                        | 8 375                                                  | 8 375                                                  |
| Джерело: SCB                                           |                                                        |                                                        |                                                        |                                                        |

## Населені пункти
Комуні підпорядковано 4 міські поселення (tätort) та низка сільських, більші з яких:
- Боллебюгд (Bollebygd)
- Гультафорс (Hultafors)
- Ольсфорс (Olsfors)
- Телльшйо (Töllsjö)
- Ф'єлласторп (Fjällastorp)

## Галерея

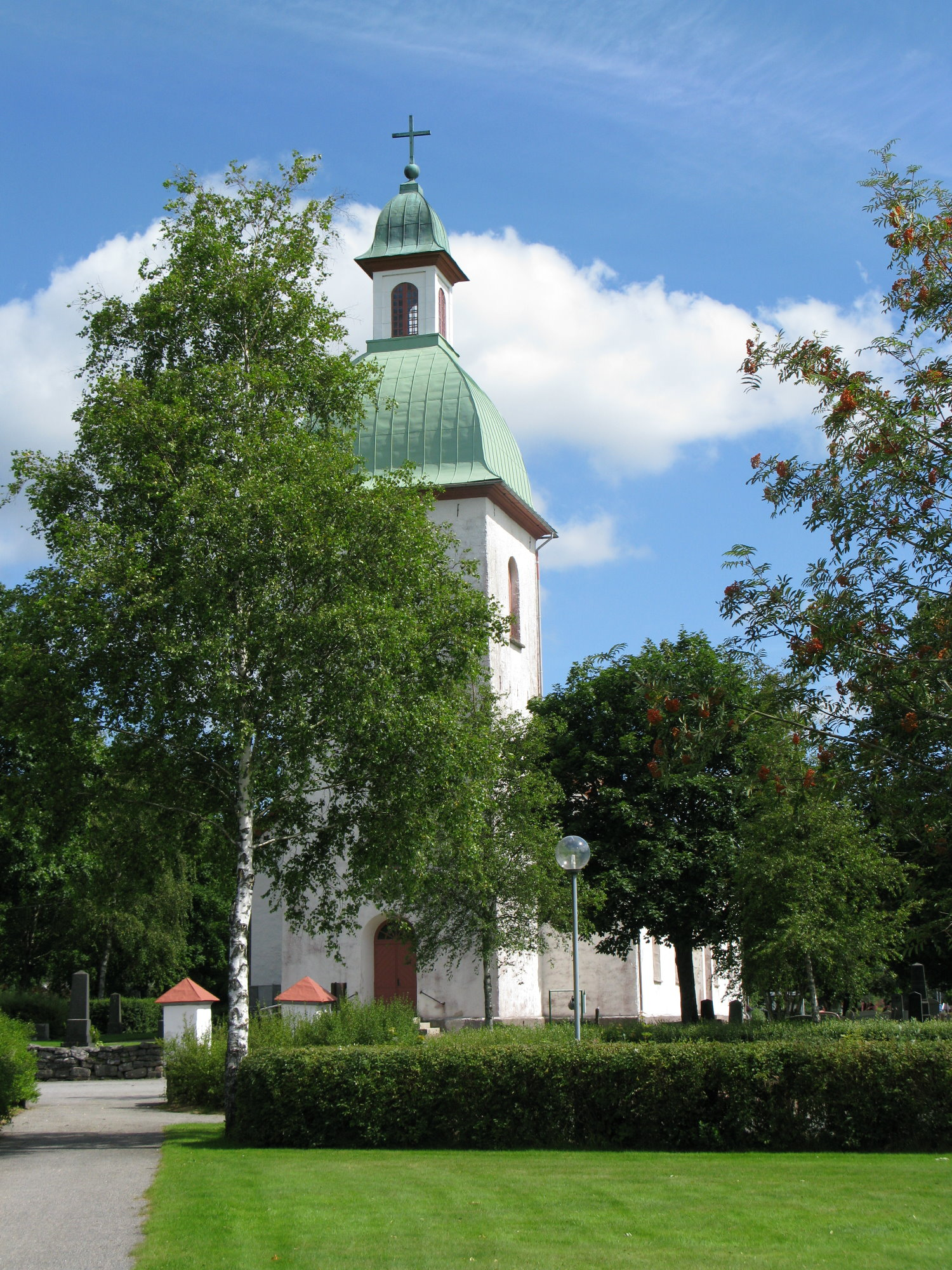
Церква (Телльшйо)
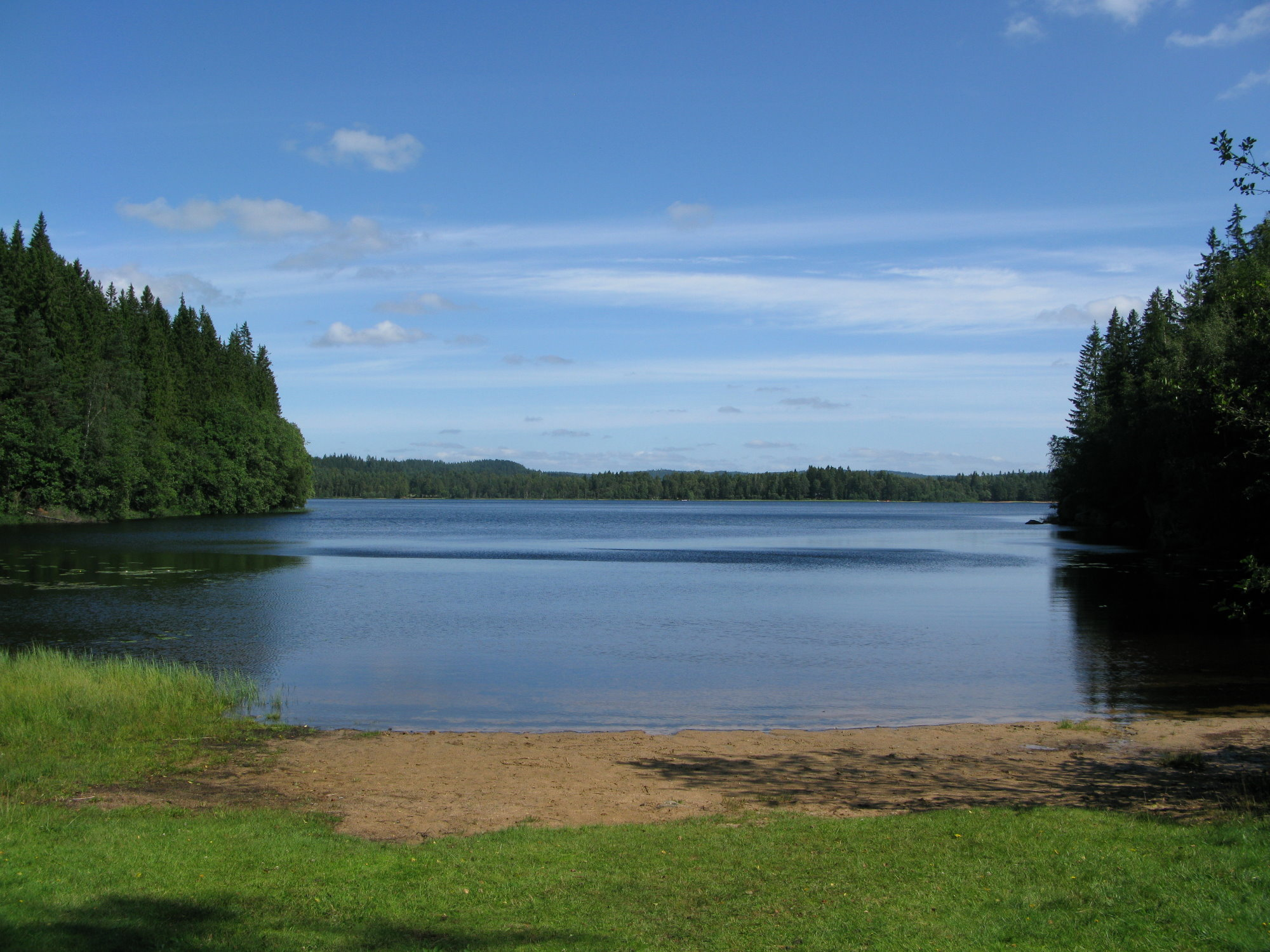
Затока Сольвікен

## Виноски
1. ↑  https://bollebygd.tromanpublik.se/organisation/f6e6d40f-7ed6-4e5c-8ec8-ef25123d601e
2. ↑  https://bollebygd.tromanpublik.se/viewPerson.jsf?id=75
3. ↑  https://www.bt.se/artikel/moderaterna-i-bollebygd-byter-toppnamn/
4. ↑  https://www.bt.se/2024-05-02/revisorskritik-mot-kommunen/
5. ↑  Folkmangd i riket, lan och kommuner (шв.) . Центральне бюро статистики Швеції. Архів оригіналу за 20 серпня 2013. Процитовано 21 лютого 2013.